# Валлисаари
Ва́ллисаари (фин. Vallisaari) также Скансланд (швед. Skanslandet), до 1917 года Александровский — остров, расположенный вблизи крепости Свеаборг, в Хельсинки.
До 1917 года, когда Великое княжество Финляндское входило в состав Российской Империи, остров имел название Александровский, в честь императора Александра II.
На острове сохранились остатки военных укреплений — артиллерийские батареи, пороховые погреба и казармы. В XX веке территория острова принадлежала силам обороны Финляндии и была закрыта для посещений.
С мая 2016 года остров стал доступным для эко-туризма. В настоящее время он принадлежит Главному лесному управлению Финляндии. С 15 мая по 15 сентября добраться до острова можно на прогулочном кораблике от площади Каупатори в Хельсинки, который ходит каждый час.
В 2016 году остров посетило около 60 тысяч человек.